# Chuyến bay Westray đến Papa Westray

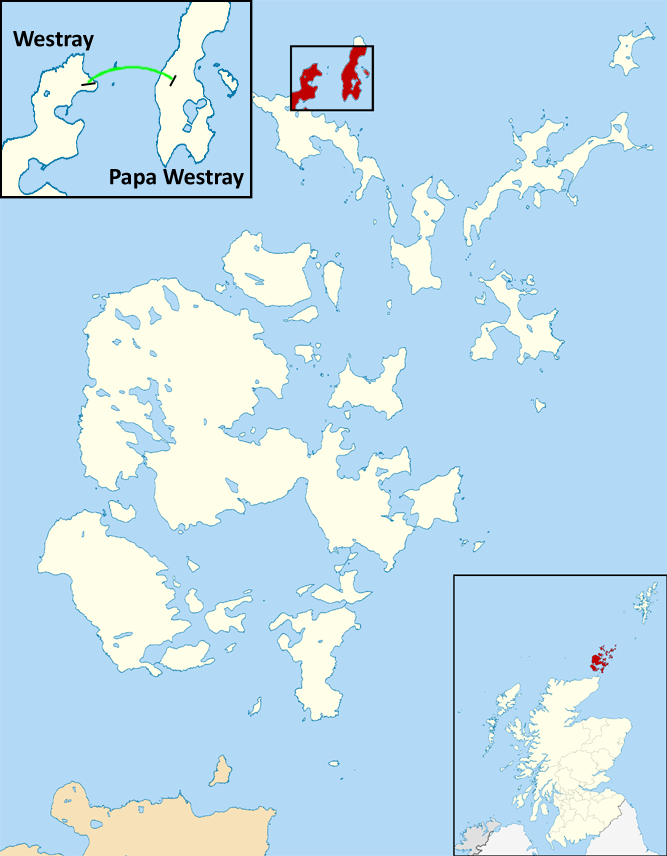
Chuyến bay giữa hai đảo của Orkney, Scotland: đảo Westray và đảo Papa Westray. Khoảng 1,7 mi, là chuyến bay có hành trình ngắn nhất trên thế giới tính đến tháng 12 năm 2016.

Đường bay của Loganair từ Westray đến Papa Westray là đường bay có hành trình ngắn nhất trên thế giới. Các chuyến bay trên đường bay này được sắp xếp lịch trình khoảng một phút rưỡi nhưng thời gian bay thật sự chỉ gần một phút. Kỷ lục bay nhanh nhất là 53 giây. Đường bay này được thực hiện bởi Loganair, một hãng hàng không vùng của Scotland phục vụ các cao nguyên và hải đảo.

## Bối cảnh
Đường bay giữa các đảo của quần đảo Orkney là Westray và Papa Westray nằm trong miền bắc Vương quốc Anh là một trong số các nơi có dịch vụ công cộng bắt buộc được chính phủ bảo trợ dành cho những khu vực hẻo lánh xa xôi. Hội đồng Quần đảo Orkney quyết định thành lập đường bay cùng với các đường bay khác trong quần đảo qua tiến trình đấu thầu. Chuyến bay này bắt đầu vào năm 1967 và lập kỷ lục là chuyến bay có hành trình ngắn nhất trên thế giới. Đường bay này do Loganair đảm nhiệm. Năm 2013, hợp đồng lại được trao cho Loganair qua tiến trình đấu giá.

## Các chuyến bay

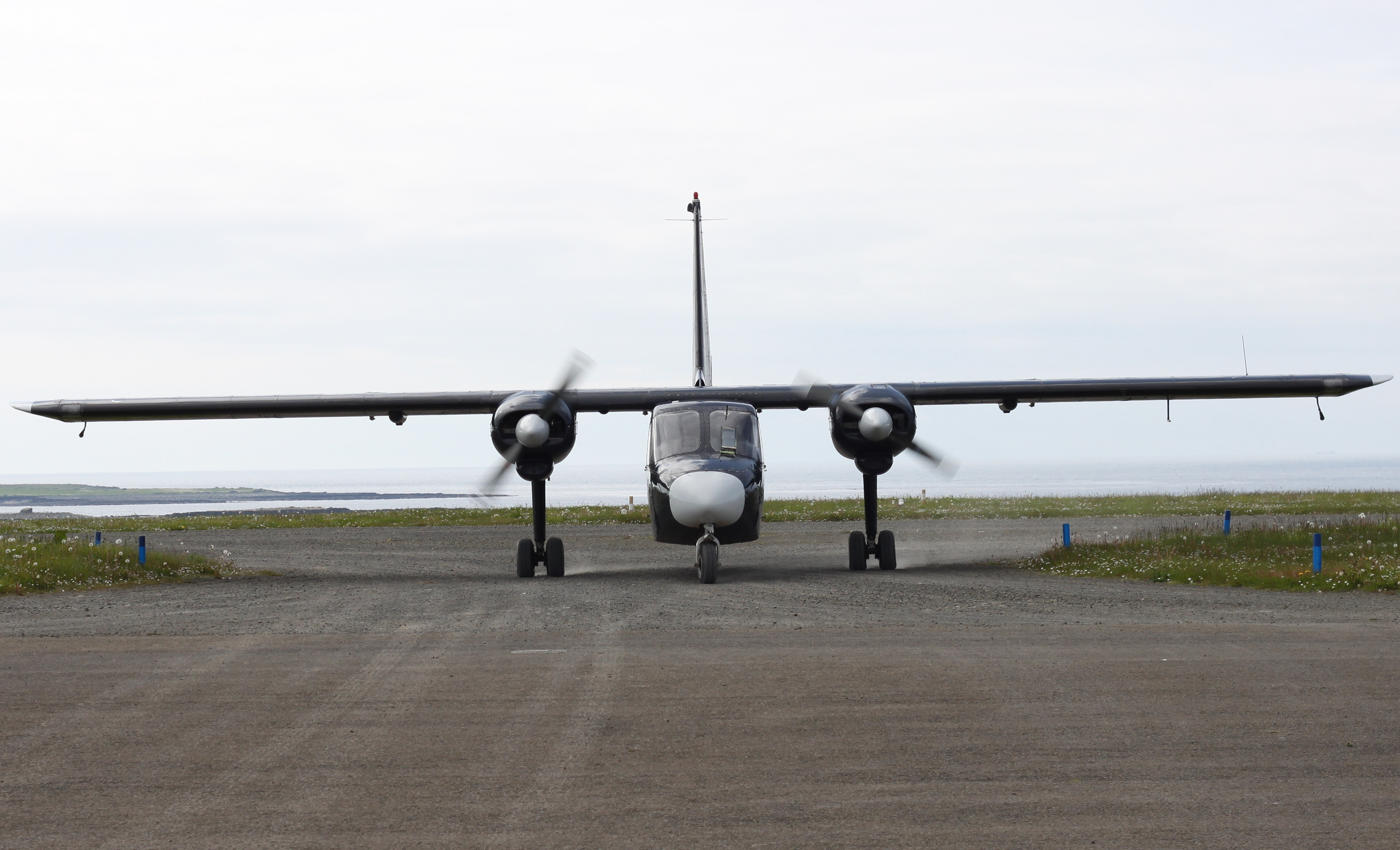
Máy bay của Loganair đang di chuyển trên đường băng tại sân bay Papa Westray

Các chuyến bay giữa sân bay Westray và sân bay Papa Westray được thực hiện mỗi ngày cả hai chiều, trừ thứ bảy chỉ có các chuyến bay từ Westray đến Papa Westray, vào ngày chủ nhật chỉ có các chuyến bay từ Papa Westray đến Westray. Tổng chặn đường của chuyến bay là 2,7 kilômét (1,7 mi), tương đương độ dài đường băng của sân bay Edinburgh. Các chuyến bay này luôn kết hợp với các chuyến bay đi và đến sân bay Kirkwall (cách đó khoảng 44 km (27 mi)) theo một tam giác hẹp.
Phi công Stuart Linklater bay chặng bay ngắn này khoảng 12.000 lần, nhiều hơn bất cứ phi công nào khác trước khi về hưu năm 2013. Linklater lập kỷ lục bay nhanh nhất giữa hai đảo là 53 giây.

### Hành khách

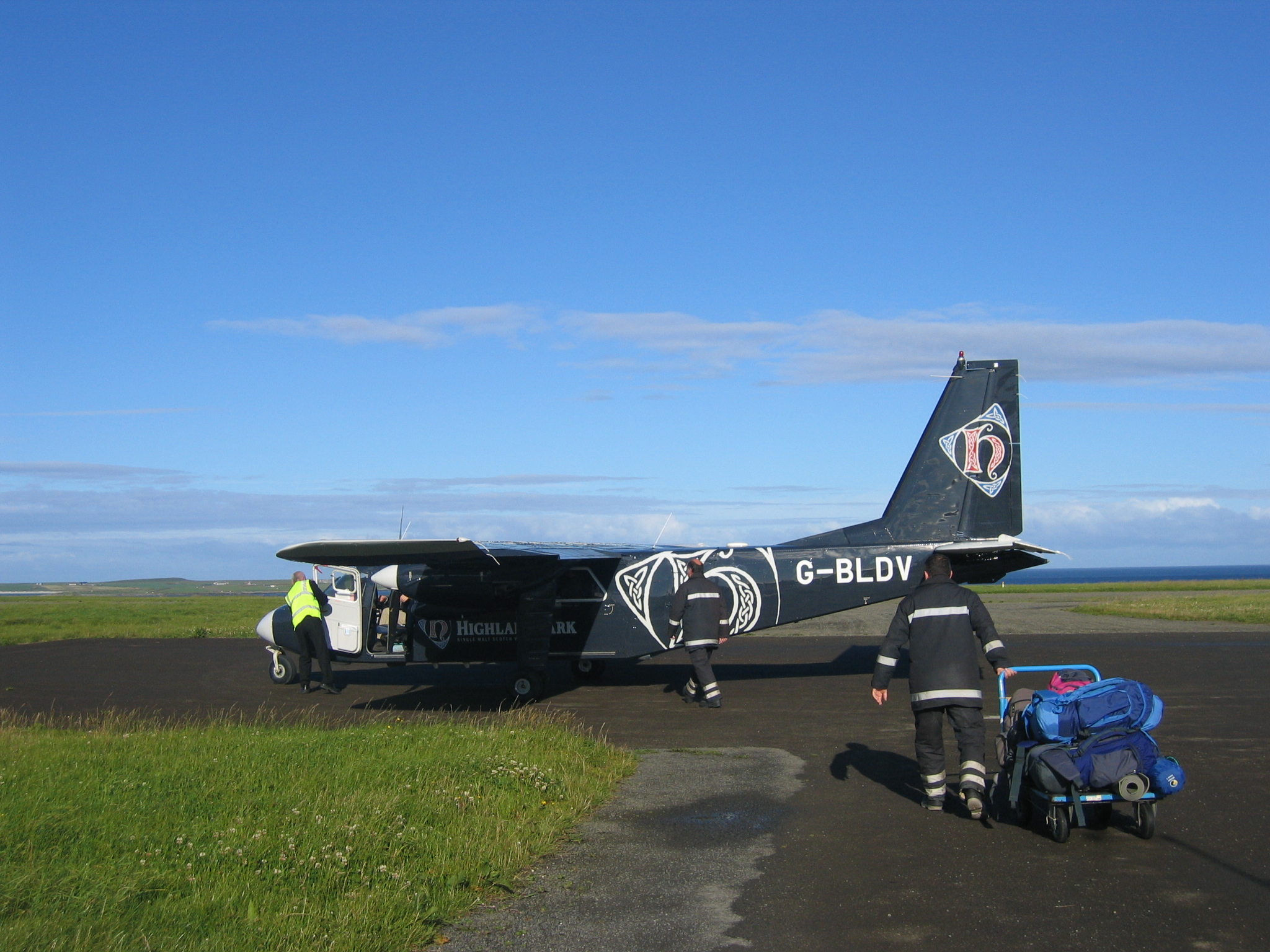
Máy bay Britten-Norman Islander trước khi khởi hành từ Papa Westray

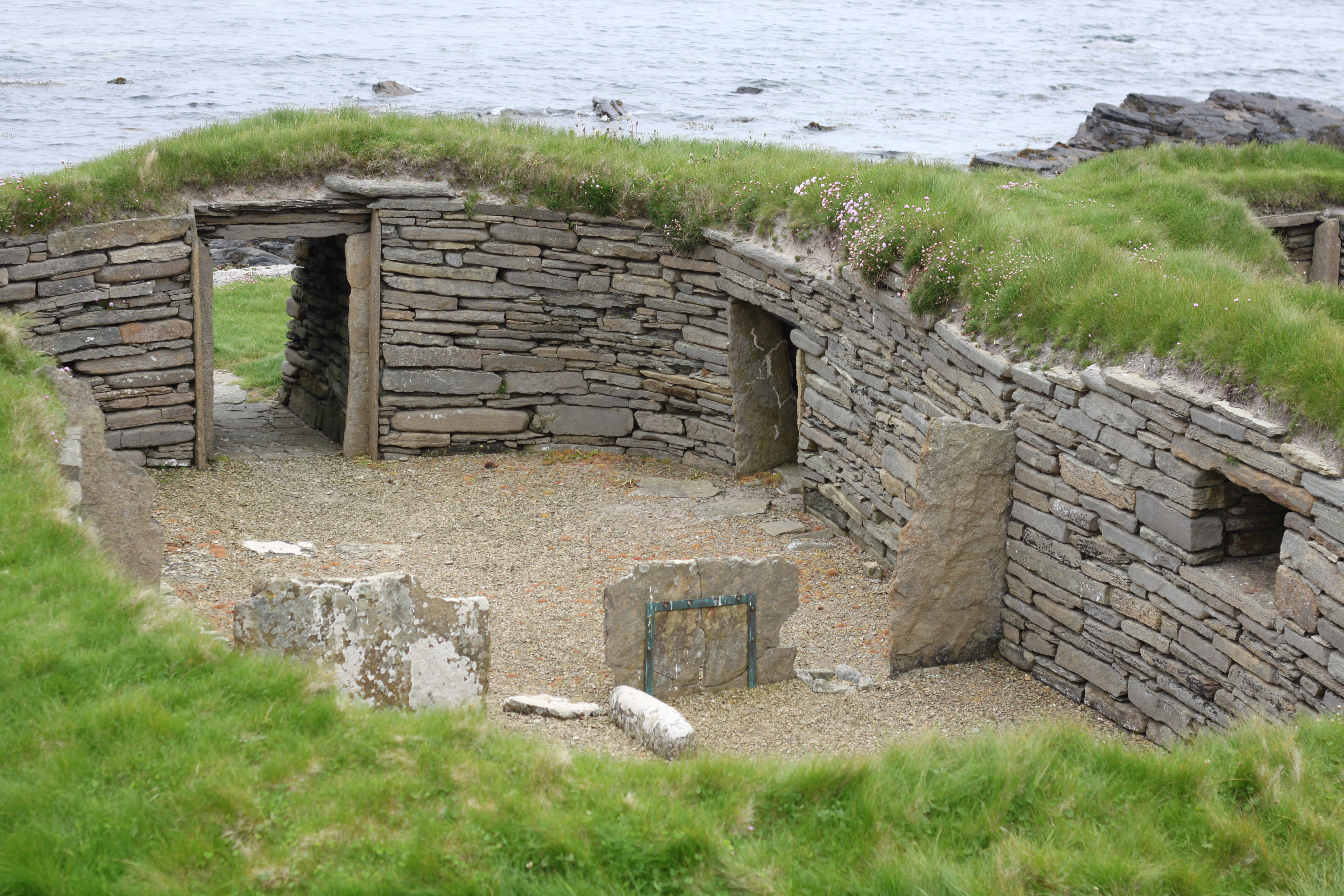
Khu vực khảo cổ tại Papa Westray, Scotland: Knap of Howar có thể là ngôi nhà đá cổ nhất tại Bắc Âu.

Nhiều sinh viên và giáo sư sử dụng các chuyến bay này để nghiên cứu 60 khu vực khảo cổ trên đảo Papa Westray, chiếm đa số hành khách của chuyến bay. Đôi khi các chuyên gia y tế cần đến để giúp đỡ một trong số 90 cư dân của hòn đảo và các bệnh nhân cũng sẽ dùng đến chuyến bay từ Papa Westray đến các cơ sở y tế khi cần thiết. Chuyến bay cũng trở nên hấp dẫn đối với du khách.

### Máy bay
Loganair thực hiện chuyến bay này bằng một trong số hai chiếc máy bay Pilatus Britten-Norman BN2B-26 Islander. Đây là loại máy bay có cánh nâng cao, hai động cợ cánh quạt và được lái bởi một phi công. Nó có tám chổ ngồi trong khoang hành khách. Có thêm 1 chổ ngồi cạnh bên phi công, thường được để trống.
Tổng giám đốc điều hành Loganair, Jim Cameron, mô tả máy bay Islander là "mạnh mẽ" và "rất thích hợp với thời tiết bất thường của Scotland". Qua đúc kết ý kiến của các chuyên gia về máy bay Islander, Alastair Dalton của tờ The Scotsman nói máy bay này "có kỷ lục an toàn tốt và đã chứng tỏ sự linh hoạt khi hoạt động từ các sân bay cao nguyên gồ ghề nhất và ngắn nhất".
Loganair có kế hoạch sử dụng máy bay bằng động cơ điện để bay đến quần đảo Orkney vào năm 2021 vì các chuyến bay ngắn giữa các đảo dễ thực hiện bằng loại máy bay như vậy.

### Số chuyến bay
Số các chuyến thay đổi hàng ngày và lập lại theo chu kỳ hàng tuần. Chuyến bay 312 của Loganair khởi hành từ sân bay Westray đến sân bay Papa Westray vào sáng thứ hai, và chuyến bay 317 quay về Westray trưa hôm đó. Từ thứ bay đến thứ sáu, các số chuyến bay đến Papa Westray là 323, 333, 343, và 353. Số chuyến trở về là 328, 338, 348, và 358. Chuyến bay 362 hay 363 là các chuyến bay ngày thứ bảy từ Westray đến Papa Westray. Vào chủ nhật, chuyến bay 378 là chuyến bay trở về Westray.

### Có thể bị thay thế
Năm 2014, Hội đồng Quần đảo Orkney bắt đầu các cuộc tham vấn để xây dựng một số tuyến đường cố định nối bảy trong số các đảo của quần đảo Orkney. Nó sẽ gồm có một cây cầu giữa Westray và Papa Westray.
Giữa hai đảo hiện có các chuyến phà chở xe, thường thường có 13 chuyến khởi hành hàng ngày cho mỗi chiều. Chặng đường của phà là khoảng 5 km và mất khoảng 25 phút để qua bên kia đảo.